# Bundesstrasse 219
Bundesstrasse 219 är en förbundsväg i Nordrhein-Westfalen, Tyskland. Vägen är 40 kilometer och går ifrån Ibbenbüren till Münster via Greven. Vägen ansluter till motorvägen A43 i Münster.